# Jiřina Nepalová
Jiřina Nepalová (* 25. ledna 1947) je česká podnikatelka a generální ředitelka a spolumajitelka pojišťovací makléřské společnosti RENOMIA, a.s. V letech 2011 až 2013 a 2016 až 2021 byla také předsedkyní Asociace českých pojišťovacích makléřů (AČPM). Je označována za jednu z nejvýznamnějších žen v České republice. V listopadu 2015 se objevila na titulní straně časopisu Forbes, který ji uvedl na 10. místě žebříčku nejvlivnějších žen českého byznysu. Ve stejném roce se stala pražskou Podnikatelkou roku 2015 v soutěži společnosti EY.

## Profesní dráha
Jiřina Nepalová se narodila v roce 1947 na Moravě. Vystudovala elektrotechniku, ale celý život se věnuje pojišťovnictví. V roce 1978 nastoupila do České státní pojišťovny (dnes Generali Česká pojišťovna) do úseku likvidace majetkových a odpovědnostních škod, kde získala zkušenosti s pojišťováním průmyslových firem.
V roce 1993 v Hranicích založila vlastní pojišťovací makléřskou firmu APS Hranice, která se později přejmenovala na současnou RENOMIA. Kvůli počátečnímu kapitálu dokonce zastavila dům, ve kterém s rodinou bydlela, a na cesty za klienty využívala rodinné auto. Sama však říká, že nejisté začátky podnikání jako riziko nevnímala.
Již v začátcích podnikání se k ní přidali i oba synové Pavel a Jiří, které považovala za rovnocenné partnery. Společně si přáli vybudovat firmu, která se v oboru pojišťovnictví stane dominantním hráčem na českém a evropském trhu. Mezigenerační spolupráci Nepalová popisuje tak, že ona se se svými zkušenostmi věnovala odborné části. Synové přispěli svými nápady a zabývali se dalším rozvojem a budováním vnitřního systému firmy. Vydělané peníze investovali do dalšího rozvoje společnosti.
Firmě se brzy podařilo získat významné klienty jako například Eurotel, a z regionální firmy se stala úspěšná společnost se zastoupením v ČR i zahraničí. RENOMIA se z Hranic na Moravě rozšířila do dalších českých měst a později založila vlastní pobočky v regionu střední a východní Evropy.
Svůj úspěch Nepalová odůvodňuje několika faktory – kvalitní a následně dlouhodobé péči o klienty, dodržováním stanovených dohod a naplňováním očekávání nebo pevně stanoveným firemním hodnotám.
V současnosti RENOMIA patří mezi největší pojišťovací makléře na českém i středoevropském trhu. Kromě poboček v Česku má pobočky na Slovensku, Maďarsku, Bulharsku, Rumunsku a Srbsku. Koupí podílu v pojišťovací firmě DPS rozšiřuje Renomia své služby i do Chorvatska. Své poradenské služby je schopna zajistit ve 135 zemích.
RENOMIA vlastní několik dceřiných společností. V roce 2015 založením společnosti Britanika Holding, s.r.o. vstoupila na trh finančního poradenství a doplnila tak své pojišťovací služby o retail. Dále je majetkově spojena se společností PFP, s.r.o. provozující online platformu SURI pro rodinné finance.
Jiřina Nepalová dodnes ve společnosti RENOMIA zastupuje roli výkonné ředitelky a aktivně se podílí na dalším strategickém směřování společnosti.

## Ocenění
Jiřina Nepalová je držitelkou několika ocenění. Od roku 2012 je v žebříčku české verze časopisu Forbes uváděna jako jedna z nejvlivnějších žen Česka. V listopadu 2015, kdy se umístila na desátém místě žebříčku, se objevila také na titulní straně časopisu. Pravidelně se umisťuje také v soutěži TOP ŽENY Česka, kterou organizují Hospodářské noviny.
V roce 2014 získala titul Manažer roku 2014 v odvětví bankovnictví a pojišťovnictví a byla vybrána mezi TOP 10 manažerů v rámci této soutěže. Ve stejném roce se stala nositelkou titulu Lady Pro 2014 v rámci soutěže Českých 100 Nejlepších.
V roce 2015 byla Jiřina Nepalová oceněna jako Podnikatel roku 2015 hlavního města Prahy v soutěži vyhlašované globální společností EY a umístila se také mezi celostátními finalisty.

## Rodina
Jiřina Nepalová má dva syny, oba jsou spolumajitelé a managing partneři společnosti RENOMIA.